# 桐島えりか
桐島 えりか（きりしま えりか、1978年8月21日 - ）は日本の元AV女優。

## 人物
- 趣味：カラオケ、ショッピング
- 特技：歌、絵画

## 略歴
東京都出身。1997年、『プレタポルテ』でAVデビュー。

## 作品

### アダルトビデオ
- プレタポルテ（1997年4月28日、宇宙企画）
- 下級生（1997年5月28日、宇宙企画）
- セクシーキャッツ（1997年6月27日、宇宙企画）
- ねらわれたエリカ学園（1997年7月28日、宇宙企画）
- P.S.もう一度会いたい…（1997年8月29日、宇宙企画）
- 桐島えりかスペシャル（1998年2月27日、宇宙企画）
- 悪戯な肌（1998年10月10日、宇宙企画）

- 宇宙企画Classic 桐島えりか（2003年2月7日、宇宙企画）「プレタポルテ」、「下級生」を収録

### 写真集
- 桐島えりか写真集「ZERO」（斉木弘吉撮影、1977年12月10日、英知出版）ISBN 9784754211776

## 雑誌
- アクションカメラ 1997年06月号
- ガールフレンズ 1997年07月号 表紙
- デラべっぴん 1997年09月号
- フライデー 1998年01月02日号、1998年07月03日号